# Blastocaulon speleicola
Blastocaulon speleicola là một loài thực vật có hoa trong họ Cỏ dùi trống. Loài này được Silveira mô tả khoa học đầu tiên năm 1928.